# مسجد السلطان
مسجد السلطان هو مسجد يقع في قازان، روسيا.

## تاريخه
تم بنائه في عام 1868 على تبرع التاجر تشيهانسا غوزمنوف، تصميم المسجد من تقاليد العمارة التتارية-البلغارية التي تعود إلى العصور الوسطى، المئذنة مكونة من ثلاثة طوابق وتقع فوق المدخل، في عام 1931 تم إغلاق المسجد من قبل السلطات السوفيتية، وفي عام 1990 تم ترميم المئذنة وفي عام 1994 تم إعادة أفتتاحه.

## معرض الصور

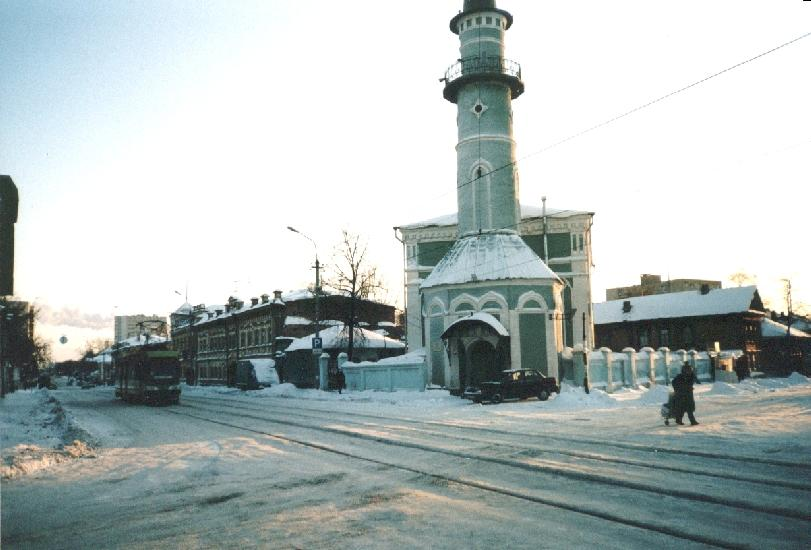
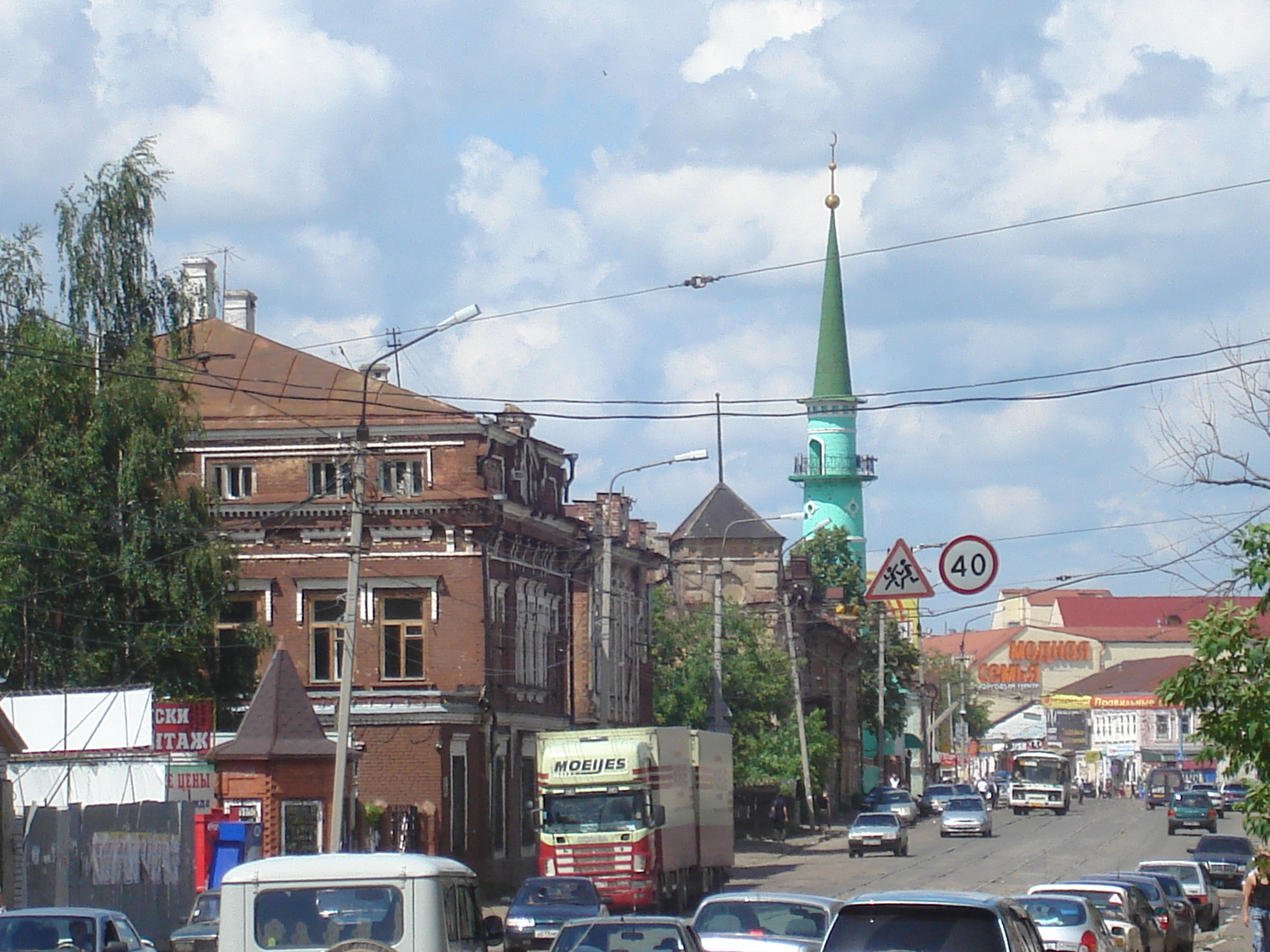